# بين جافن (تانقوب)
بين جافن هي إحدى مشيخات المملكة المغربية، تتبع جغرافيا لإقليم شفشاون وإداريًا لتانقوب. يقدر عدد سكانها بـ 3475 نسمة حسب الإحصاء الرسمي للسكان والسكنى لسنة 2004.